# Markus Oehlen
Markus Oehlen (ur. w 1956 w Krefeld) − niemiecki rzeźbiarz, grafik, malarz i autor instalacji. W latach 1987–1997 porzucił malarstwo figuratywne i tworzył obrazy abstrakcyjne, nieobarczone treścią.

## Wystawy zbiorowe
- 1993 Museum of Modern Art, New York: „Projects 39“